# Żodyń (przystanek kolejowy)
Żodyń – przystanek kolejowy we wsi Żodyń, w woj. wielkopolskim, w Polsce.